# Глаз (символ)
Глаз, как духовно-религиозный символ, будучи органом зрения, тесно связан со светом, способностью духовного видения, познания и открытия истины.
А поскольку зрение, это своего рода отражение окружающего мира в душе человека, глаз и сам стали считать зеркалом души, считая что отражение души можно увидеть в глазах человека извне.

## Дурной глаз
С представлением о глазах, как о зеркале души связано и архаическое представление о том, что глаза способны излучать некую духовную энергию. В суевериях многих народов недобрый взгляд злого и/или обладающего магической силой существа способен нанести вред наблюдаемому. Так взгляд Медузы Горгоны, героини греческих мифов, был способен превращать в камень, а злой взгляд Балора, короля фоморов в ирландской саге действовал, когда четверо мужчин поднимали веко его глаза. Для защиты от дурного глаза люди изготавливали различные амулеты, это суеверие живо и поныне.

## В Древнем Египте

Соколиный глаз Гора

Как глаз часто ассоциируется с солнцем в микрокосме, который нередко видят в человеке, так и Солнцу многие народы поклонялись или поклоняются как всевидящему оку божества (к примеру, семанги, бушмены, огнеземельцы). Подобный культ был и в Древнем Египте, и, в частности, был связан с сокологоловым богом Гором, правый и левый глаза которого ассоциировались с солнцем и луной. Стилизованное изображение левого соколиного глаза Гора (луны) известно как Уаджет. Его использовали для амулетов, символизировавших различные аспекты божественного миропорядка, от царской власти до плодородия.

## Средневековая Европа

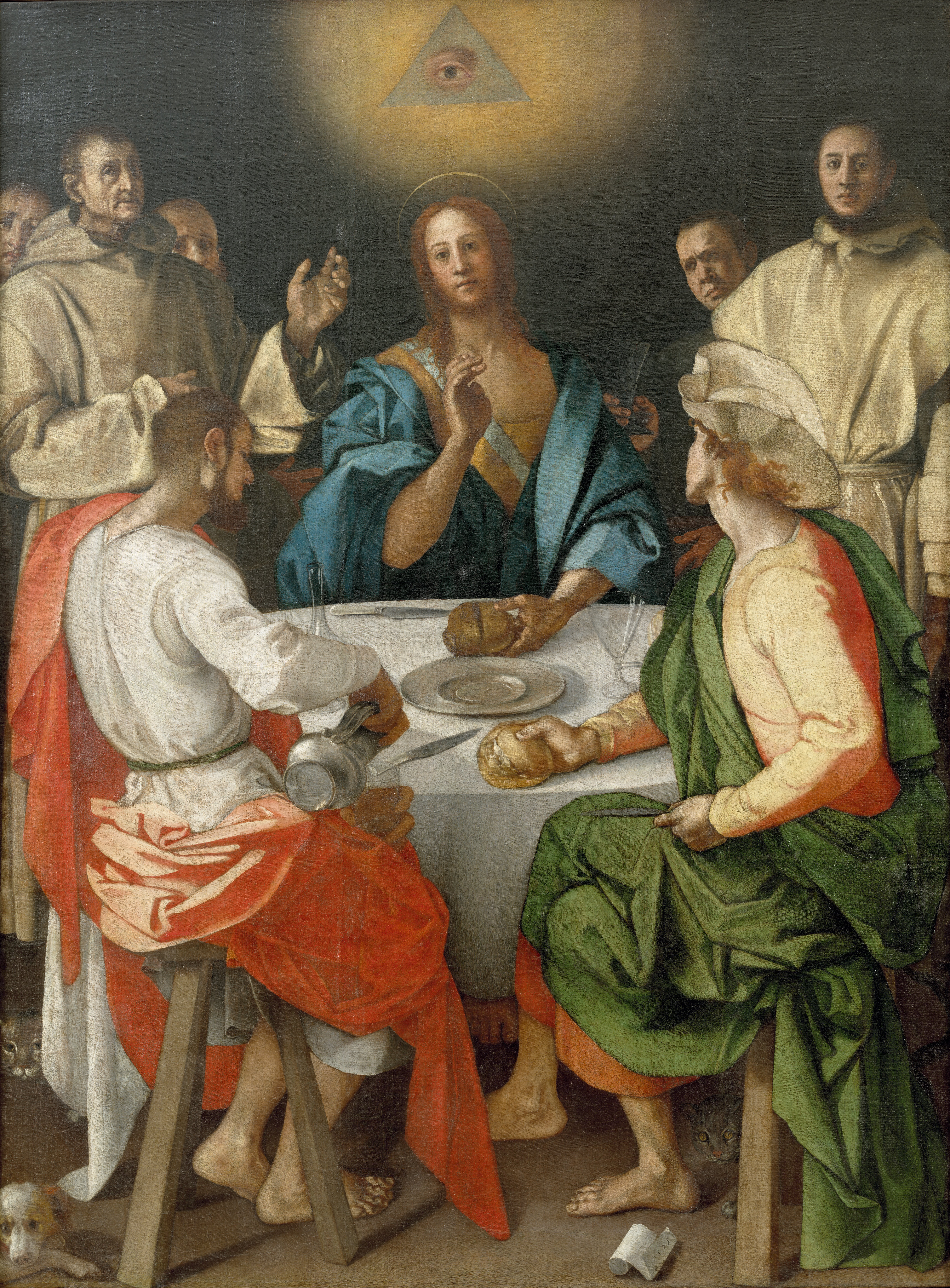
«Ужин в Эммаусе», Понтормо, 1525 год

Ассоциация глаза (ока) в треугольнике с промыслом Божим встречалась в христианстве задолго до появления масонства. В европейской иконографии позднего Возрождения это было явным символом христианской Троицы. Итальянский живописец Понтормо изобразил Око Провидения на полотне «Ужин в Эммаусе» (1525 год). В семнадцатом веке всевидящее око иногда изображают окружённым облаками или солнечными лучами. Око Божие в треугольнике до сих пор используется в церковной архитектуре и христианском искусстве как символ Троицы, вездесущности Бога.

## В России
С конца XVIII века символ, называемый «Всевидящее око» появляется в оформлении русских храмов. Имеет и другое название — Око провидения — выражение, пришедшее в русский язык из христианства, и означающее «промысел Всевышнего, всеведение Божие». Позднее аналогичные изображения начинают выполнять на иконописной доске, как иконы. Они получили широкое распространение в середине XIX века.
До середины XVIII века символ использовался в качестве различных изображений на боевых знамёнах. В XIX веке неоднократно можно встретить изображения на медалях.

#### Православная икона
С конца XVIII — пер.пол. XIX веков изображение Всевидящего ока, вписанного в треугольник, появляется в росписях православных храмов. Позднее в русской иконографии, преимущественно среди старообрядцев, встречается икона «Всевидящее око Божие», являющаяся символико-аллегорической композицией на слова Священного писания о неусыпно всевидящем и всеведущем Христе. Идея иконы восходит к словам Библии: «Вот, око Господне над боящимися Его и уповающими на милость Его» (Пс. 32: 18).

#### Русский классицизм
Начиная с XVIII века в России распространяется западноевропейский вариант трактовки Всевидящего ока, связанный с влиянием, в частности масонства.
Египетские мотивы классицизма проникали в русское искусство (екатерининский классицизм), стремящееся не отставать от моды. Главными их распространителями в период царствования Екатерины Великой — великий князь Павел Петрович, склонявшийся к масонству, и видный масон Александр Сергеевич Строганов. Египетско-масонские элементы находятся в воздвигнутых по их приказам сооружениях. «Распространившееся масонство, в мистике и сложной символике которого важное место получили египетские божества Осирис и Исида и другие мотивы, повлияло на садово-парковую и погребальную архитектуру. Изученные объекты свидетельствуют о преобладании на ранней стадии проявления стиля „элинизирующей“ тенденции. Причина этого кроется, скорее всего, в том, что русские архитекторы знакомились с образцами этого стиля в Европе, прежде всего, в Италии».

## Другое
Изображение «Всевидящего ока» используется на Большой печати США, откуда оно попало на американскую однодолларовую купюру. Также «Всевидящее око» размещено на аверсе медали «В память Отечественной войны 1812 года».